# Calle Nataniel Cox
La calle Nataniel Cox es una arteria vial de Santiago de Chile que parte desde el Barrio Cívico y finaliza en el popular Barrio Franklin. Es la continuación de la calle Teatinos hacia el sur.

## Historia
Lleva el nombre de Agustín Nataniel Miers Cox Lloyd (1785-1869), médico de origen británico que fue clave en el desarrollo de la medicina universitaria en los primeros días de la república. Su hijo, Nataniel Cox Bustillos, fue agricultor y senador. Según Benjamín Vicuña Mackenna, la calle fue abierta en 1864.
En sus inicios se ubicaron casonas elegantes y residenciales. En una de ellas vivió el poeta nicaragüense Rubén Darío, quien permaneció en Chile entre 1886 y 1889. Aquel lugar fue derribado décadas después para la construcción del Cine Continental, el que entre los 1990’s y 2010’s fue una sede de la Iglesia universal del Reino de Dios; y que desde 2016 es el Teatro Coliseo, recibiendo conciertos del más variado estilo.
En 1912 se proyectó la creación de una avenida que conectara la calle Placer (donde actualmente termina Nataniel Cox) con El Llano y el Camino a San Bernardo. Dicha idea no prosperó.

## Sitios de interés
En la esquina con Alameda se ubica el extremo sur de la Plaza de la Ciudadanía, la Quinta Compañía del Cuerpo de Bomberos de Santiago y el Ministerio de Defensa. Hacia el sur se pueden encontrar otros hitos como el Parque Almagro, los campus de la Universidad Central, la Plaza Copiapó y el Liceo Italia.
Nataniel Cox cruza populares sectores comerciales como la Calle Victoria (reconocida por la venta de productos de cuero), Avenida Matta y Coquimbo, rematando a menos de una cuadra del Persa Biobío y el Barrio Franklin.
En la calle, funcionó por 46 años el desaparecido Gimnasio Nataniel.

## Transporte
Por décadas, Nataniel Cox ha sido una de las principales conexiones del sector sur de Santiago con el resto de la metrópoli. Recorridos de las antiguas micros amarillas y hasta la actual Red Metropolitana de Movilidad han circulado por el sector, ya que entrega un acceso directo a la Gran Avenida José Miguel Carrera, la arteria principal de las comunas de San Miguel, La Cisterna, El Bosque y San Bernardo.
Al final de la calle, en la esquina con Placer, se encuentra la estación Franklin, la que combina con la Línea 2 y la Línea 6 del Metro de Santiago.